# 基站

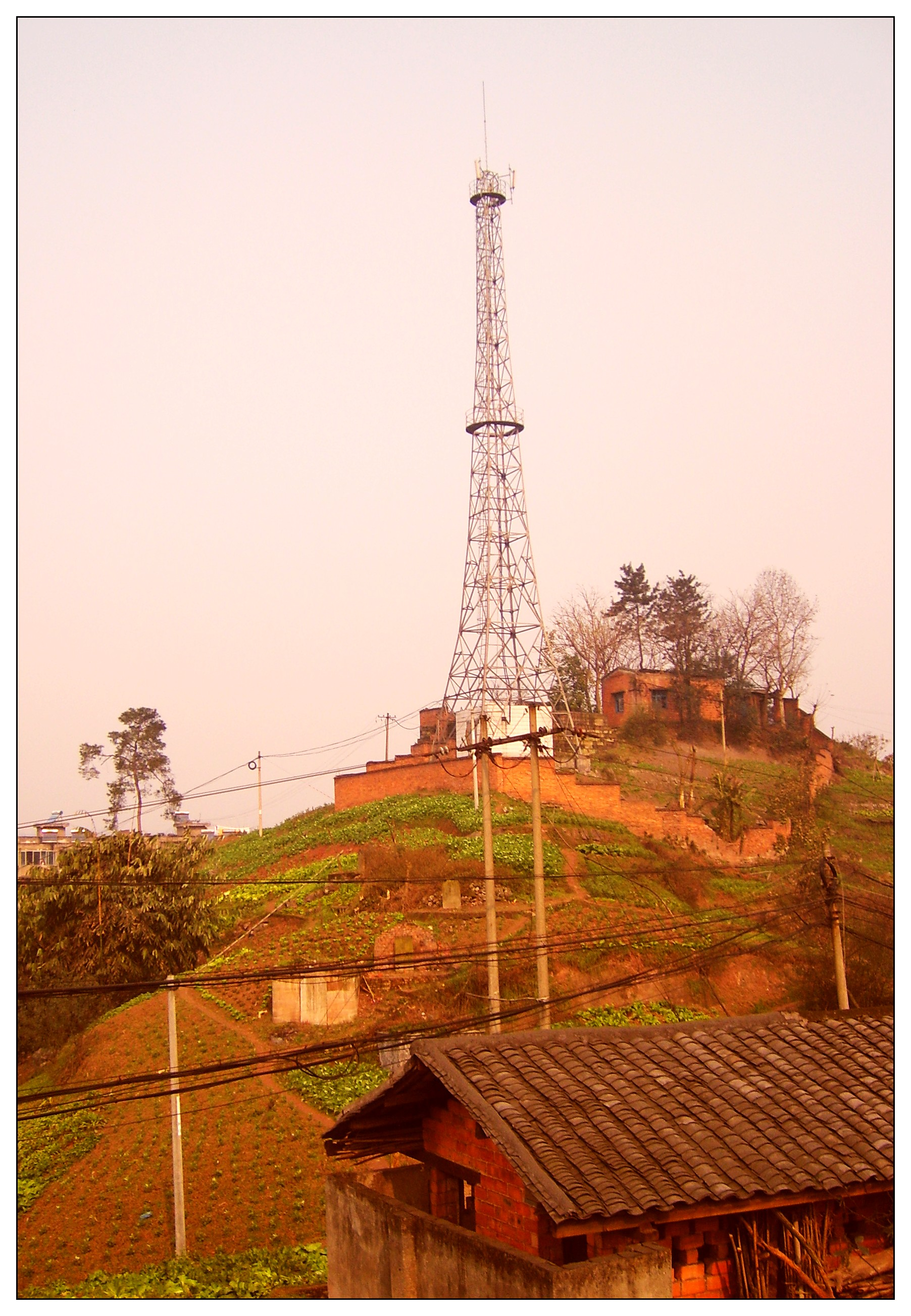
一座位于重庆永川煤矿的移动信号基站

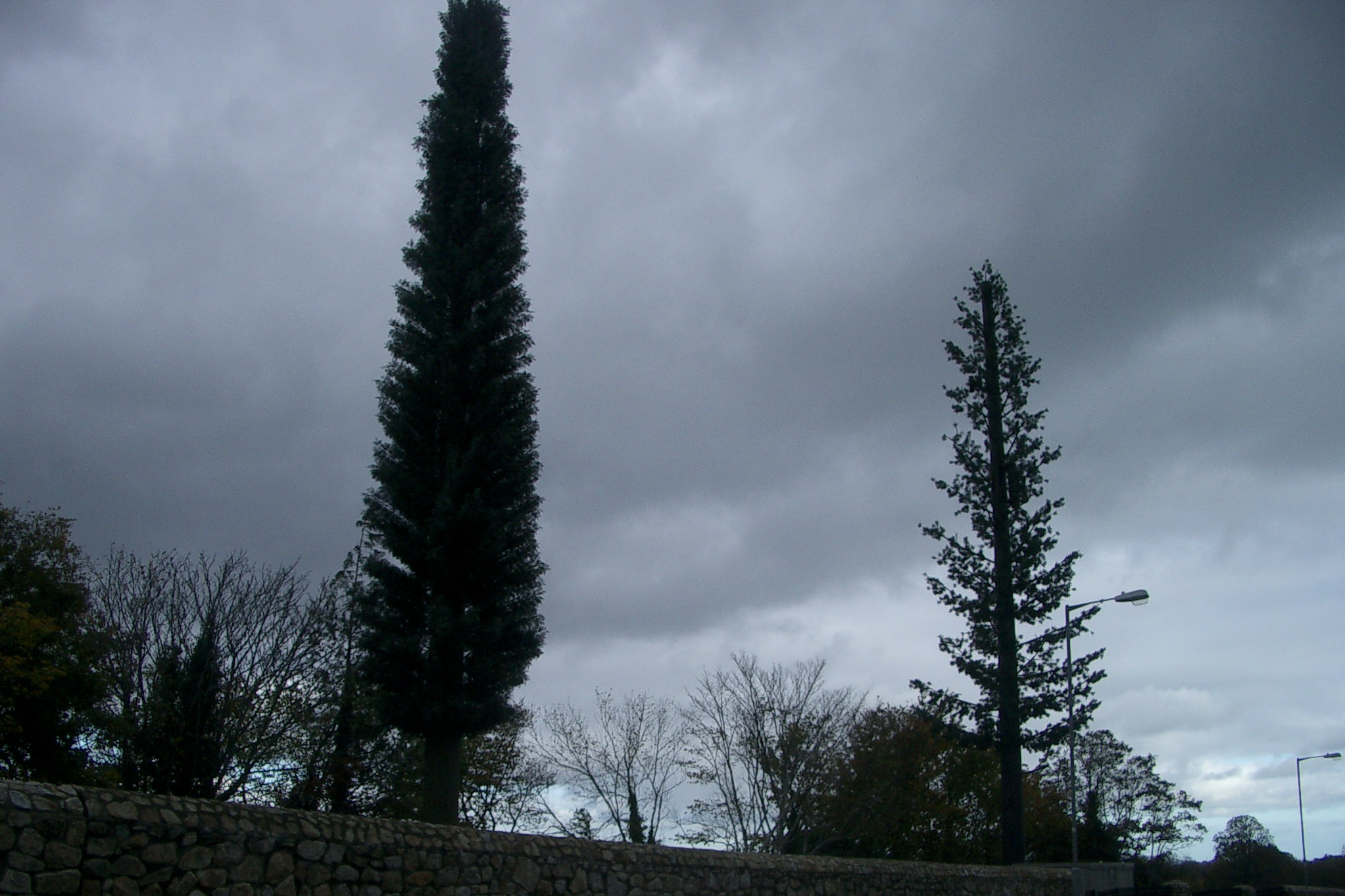
两个被伪装成树的GSM移动电话基站，摄制于爱尔兰都柏林

基站（base station，缩写BS，又称基地台或小耳朵）是固定在一个地方的高功率多信道双向无线电發射站。它们典型的被用于低功率信道双向无线通讯，如移动电话、手提电话和无线路由器。用手机打电话时，信号就会同时由附近的一个基站发送和接受。通过基站，电话被接入到移动电话网的有线网络中。
基站包括基地收发机站（BTS）、基地台控制器（BSC）。
基地台最初是指廣播電台用來傳送節目訊號的天線和一般家庭在屋頂上自行架設的衛星電視訊號接收天線（俗稱“小耳朵”）。此外，因為行動電話的普及和無線網路的興起，基地台開始包括了行動電話和無線網路業者為了接收和傳送訊號而架設的天線。

## 发射问题
由于移动电话和基站是双向发送信号，因此它们会产生无线频率辐射（射频辐射，这是它们的通讯方式），在它们附近的人们就会暴露在射频辐射中，这就涉及到移动电话辐射和健康问题。但是，因为行动电话和基站（家用子母机、小灵通）都属于低功率（小范围）无线电，因此无线电辐射水平一般来说相当低。 
自2000年代以來，因為電磁波對人體是否有危害之問題，行動電話基地台的設置在世界各地之科學家引起了很多的討論。到目前為止，世界衛生組織等機構尚無研究報告證實電磁波確實對人體有害。
各国的科学研究表明，如果人们不是在天线旁边直接使用移动电话並曝露在輻射中，手机輻射水平还没有导致健康危害的确凿证据，但是也不能證明對健康沒有影響。天线和产生射频辐射的物体的区别亦需要作出區分（安放天线的塔或者柱子）。人们要远离发射天线而不是安装天线的塔。亦要留意的是，不同的基站在设计上存在很大不同，它们的发射功率、指数和对人体现在的射频辐射存在巨大差异。如果想要降低電磁波強度，是要提高基地台密度、而非減少，因為低密度代表必須調高基地台功率；高密度的低功率基地台不但能提高通訊品質，也能降低電磁波強度。
当前国际衡量辐射标准（INCIRP）很大程度上基于基站发射产生的热效应。
虽然目前并无证据表明无线基站的辐射对人体有害，但是仍然有民众对基站持抗拒态度并且抵制基站建设，对此运营商会试着将基站设于隐秘处或者进行伪装。此外由于基站建设受阻，部分地区的手机信号强度及網速也会受到影响。